# Michel de Gallard
Pour les articles homonymes, voir Gallard.
Michel de Gallard (Villefranche-d'Allier, 22 avril 1921 - Sens, 19 juillet 2007) est un peintre figuratif français.

## Biographie
Il appartient à la génération dite de la Jeune Peinture ou à la Nouvelle École de Paris : c'est sous la présidence de Pierre Descargues, avec pour vice-présidents Paul Rebeyrolle et Gaëtan de Rosnay, qu'il est, aux côtés de Paul Aïzpiri, Bernard Buffet, Paul Collomb, Pierre Garcia-Fons, Daniel du Janerand, Jean Jansem, Mireille Miailhe, Michel Patrix, Raoul Pradier et Michel Thompson, membre du comité qui le 3 mars 1953 fonde l'Association dite de la Jeune Peinture. 
Pendant plus de cinquante ans, avec son épouse Claude Autenheimer, il a exposé chaque année au salon Comparaisons dans le groupe du peintre Maurice Boitel.
En 2010, l'un de ses tableaux a été exposé au château-musée de Boulogne-sur-Mer avec les œuvres de six autres peintres, dans le cadre de l'exposition "Maurice Boitel et ses amis".